# Elf-King
Elf-King is een Brits historisch merk van motorfietsen.
De bedrijfsnaam was: Bond & Cooper, Crown Works, Birmingham.
Bond & Cooper maakten vanaf 1907 tamelijk originele motorfietsen, maar ze werden nog aangedreven door Belgische Minerva-eencilinders en V-twins met handstarter. Die motoren begonnen vanaf 1905 uit de mode te raken, omdat er intussen steeds meer Britse inbouwmotoren op de markt waren gekomen. De productie van de Elf-King-motorfietsen eindigde dan ook al in 1909.